# Cuneiform Records
Cuneiform Records est un label musical indépendant basé aux États-Unis.
Les styles musicaux présents sur ce label vont du jazz au rock progressif en passant par la musique électronique. Les groupes faisant partie du label ont en commun une approche avant-gardiste de la musique.
Le label est notamment connu pour rééditer des albums de rock progressif et exhumer des bandes qui ne sont jamais apparues dans le commerce, notamment d'artistes de l'École de Canterbury tels Robert Wyatt ou Soft Machine.
Le site permet de se faire une idée de la production de l'artiste grâce à la mise en ligne de titres en .mp3

## Quelques artistes présents sur le label (parmi les plus connus)
- Elton Dean
- Deux ex Machina
- DJam Karet
- Forgas Band Phenomena
- Fred Frith / Henry Kaiser
- Gilgamesh
- Guapo
- Hamster Theatre
- Happy Family
- Heldon / Richard Pinhas
- Hugh Hopper
- The Mahavishnu Project
- Matching Mole
- Phil Miller / In Cahoots
- Steve Miller / Lol Coxhill
- National Health
- Nucleus
- Soft Machine
- Thinking Plague
- U Totem
- Univers Zero
- University of Errors
- Gary Windo
- Robert Wyatt
- NeBeLNeST